# Medaglia di Alfonso V d'Aragona
La medaglia di Alfonso V d'Aragona fu realizzata in bronzo fuso da Cristoforo di Geremia nel 1458 circa e misura circa 7,5 cm di diametro.

## Storia
È probabile che il medaglista entrasse in contatto col sovrano di Napoli, all'epoca impegnato in guerre nel centro e nord Italia, tramite le relazioni diplomatiche dello Stato di Mantova.
La medaglia fu copiata, nel diritto e nel rovescio, da Bartolomeo Melioli per la sua commemorazione di Ludovico III Gonzaga,

## Descrizione

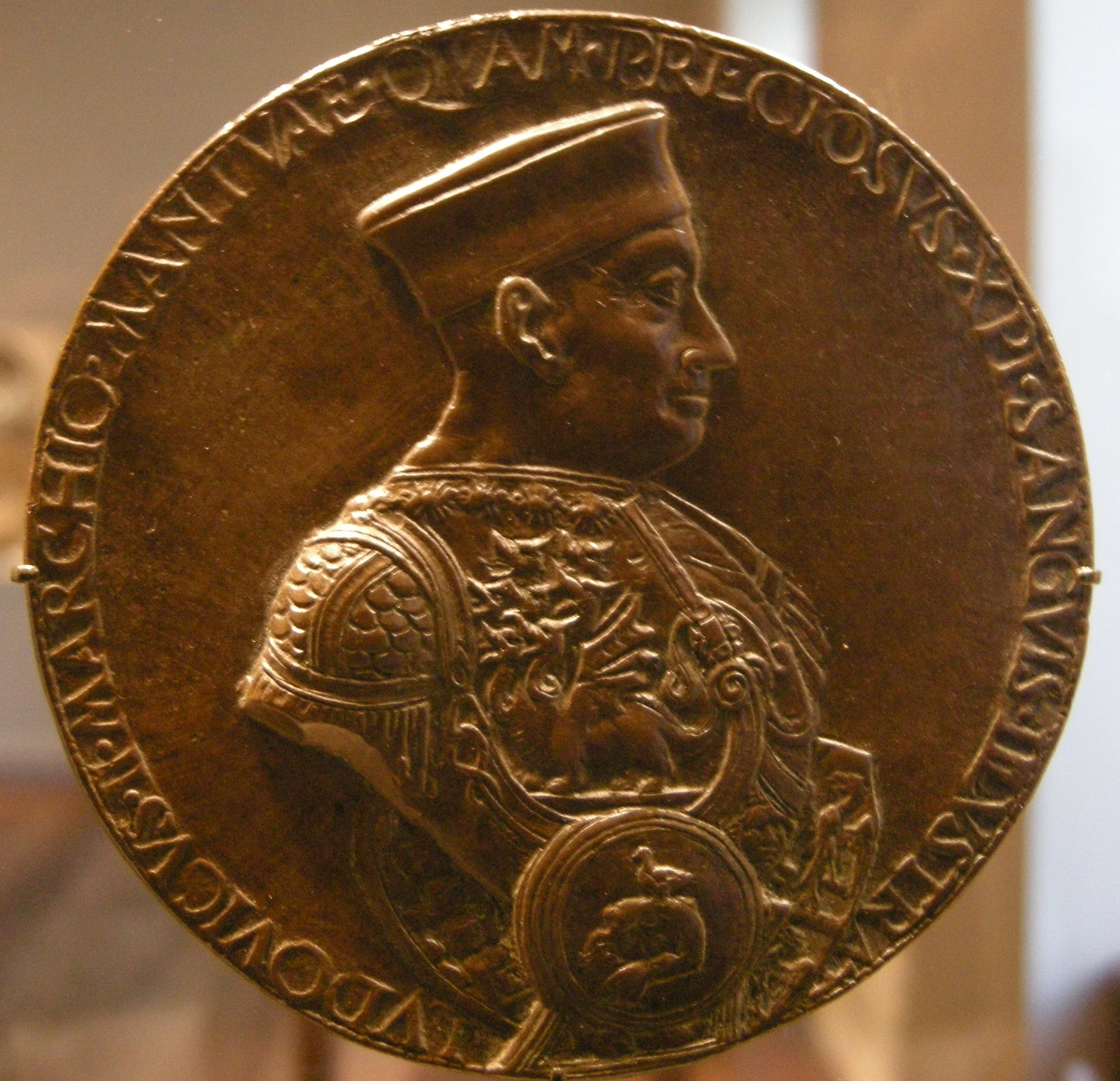
Bartolomeo Melioli, medaglia di Ludovico III Gonzaga (1475)

Se le medaglie di Pisanello possono aver fornito un punto di partenza per Cristoforo di Geremia, i suoi ritratti appaiono molto più influenzati dal realismo di Mantegna, artista di corte della sua città d'origine, al quale è riferibile anche il forte richiamo dell'antico, visibile ad esempio nella straordinaria corazza con motivi mitologici a rilievo, quali le vittorie alate reggenti un clipeo, la centauromachia, la testa di Medusa. Si tratta di motivi desunti probabilmente da sarcofagi romani e altri frammenti lapidei antichi, tanto apprezzati alla corte mantovana.
Sotto il busto del sovrano si trova una corona, dalla quale si diparte l'iscrizione lungo tutto il bordo, in lettere capitali romane: ALFONSVS • REX • REGIBVS • IMPERANS • ET • BELLORVM • VICTOR.
Sul recto si trova un motivo desunto dalle monete e medaglie antiche, il sovrano, in armatura e con la spada, è incoronato da Marte e Bellona, come si ricava anche dall'iscrizione: VICTOREM • REGNI • MARS • ET • BELLONA • CORONANT •. Sulla linea dell'esergo la firma dell'artista: CHRISTOPHORVS HIERIMIA.